# Трипръста амфиума
Трипръстата амфиума (Amphiuma tridactylum) е вид животно от разред земноводни. Според генетичните изследвания, тя е близко родствена на двупръстата амфиума.

## Общи сведения
Трипръстата амфиума е саламандър с издължено тяло, което наподобява тялото на змиорката. Има сравнително къса опашка. Очите са малки и без клепачи. Има четири редуцирани крайника, като на всеки има по три пръста. В ларвно състояние имат външни хриле, а възрастните индивиди имат само хрилни отвори. Коремната част е сива. На гушата имат тъмно петно.
- Дължина на тялото: 45 – 105 cm
- Цвят на тялото: тъмнокафяв

## Разпространение
Обитава тинестите части на езера и канавки.
Разпространена е в Северна Америка от югоизточната част на Мисури до Мексиканския залив.

## Начин на живот и хранене
Активна през нощта. Рядко напуска пределите на водоема, който обитава. Храни се с червеи, сладководни раци и други дребни безгръбначни. При студено време изпада в зимен сън.

## Размножаване
Размножителният период е декември-юни. Размножаването се осъществява чрез вътрешно оплождане. Женската снася 150 – 200 яйца.

## Допълнителни сведения
Видът е описан за първи път от френския естествоизпитател Жорж Кювие през 1827.

## Природозащитен статут
- Червен списък на световнозастрашените видове (IUCN Red list) – Незастрашен (Least Concern LC)[2]